# Holger Bech Nielsen
Holger Bech Nielsen, danski fizik, * 25. avgust 1941.

## Življenje
Nielsen je študiral fiziko v Kopenhagnu. Doktoriral je leta 1968 na Inštitutu Nielsa Bohra v Kopenhagnu. Bil je gostujoči znanstvenik v CERN-u. Sedaj je profesor fizike visokih energij na Inštitutu Nielsa Bohra Univerze v Københavnu.

## Delo
Veliko je prispeval v teoretični fiziki osnovnih delcev, še posebno v teoriji strun. Neodvisno od japonskega fizika Joičira Nambuja (rojen 1921) in ameriškega fizika Leonarda Susskinda (rojen 1940) je prvi ugotovil, da je model, ki ga je izdelal italijanski fizik Gabriele Veneziano (rojen 1942) pravzaprav osnova za teorijo strun. Po njem se imenuje Nielsen-Ninomijamov teorem.

## Priznanja

### Nagrade
Prejel je Humboldtovo nagrado leta 2001.